# Vratnik (wieś)
Vratnik – wieś w Chorwacji, w żupanii licko-seńskiej, w mieście Senj. W 2011 roku liczyła 59 mieszkańców.